# GO!GO!オリーブガイナーズ
RNCスポーツスペシャル GO!GO!オリーブガイナーズ（RNCスポーツスペシャル ゴーゴー・オリーブガイナーズ）は、2007年から2008年まで、RNCラジオで制作・放送されたスポーツ中継番組。四国アイランドリーグ→四国・九州アイランドリーグ（2008年に改称。現・四国アイランドリーグplus）・香川オリーブガイナーズのホームゲームを中継した。ホームゲームのうち、主に日曜デーゲームや月曜ナイターを中心に放送された。
2009年以降はRNCラジオでアイランドリーグの試合中継番組が行われない。

## 放送時間
- 月曜18:30～21:00（最大延長22:00）
- 日曜13:00～15:00（延長なし）

## 放送日
四国アイランドリーグplusウェブサイトの「ニュースリリース」バックナンバー掲載による。

### 2007年
- 4月1日 対徳島戦
- 5月6日 対徳島戦
- 5月27日 対愛媛戦
- 6月4日 対高知戦
- 6月10日 対徳島戦
- 6月24日 対高知戦
- 9月17日 対愛媛戦
- 9月23日 対愛媛戦
- 9月24日 対愛媛戦

（以下は予定されたが雨天中止となった試合）
- 4月16日 対徳島戦

### 2008年
- 4月26日 対徳島戦
- 4月28日 対長崎戦
- 5月31日 対徳島戦
- 6月21日 対福岡戦
- 8月8日 対愛媛戦

## プロ野球中継を休止して放送
2007年9月23日は初めて全国ネットのプロ野球中継を休止して放送された。
放送開始は18:00からだったが直前にサーパススタジアム行なわれた「秋の高校野球香川県大会」が長引いたため、雨傘番組「ポップス&スポーツ」がしばらく放送された。